# Filip Lööv
Filip Lööv, född 23 april 1992, är en svensk friidrottare specialiserad på110 meter häck.
Vid junior-EM i Tallinn, Estland år 2011 deltog Filip Lööv på 110 meter häck. Han gick vidare från försöken med en 4:e plats i sitt heat på 14,04, men fullföljde sedan inte finalen.
Lööv deltog på 110 meter häck vid Inomhus-EM 2013 i Göteborg, men slogs ut i försöken.. Numera arbetar han som grafisk designer på sportföretaget Stadium.[källa behövs]

## Personliga rekord
| Utomhus - 100 meter – 11,06 (Skara 6 juni 2014) - 200 meter – 22,11 (Sollentuna 21 maj 2011) - 200 meter – 22,33 (Arvika 27 juli 2008) - 110 meter häck – 14,33 (Genève, Schweiz 1 juni 2013) - 110 meter häck – 14,71 (Stockholm 30 juli 2015) - Längdhopp – 6,39 (Stockholm 31 juli 2011) | Inomhus - 60 meter – 7,10 (Örebro 13 januari 2013) - 60 meter – 8,00 (Stockholm 21 februari 2013) - 200 meter – 22,55 (Örebro 15 januari 2011) - 60 meter häck – 7,87 (Norrköping 17 februari 2013) |